# Шатожирон
Шатожирон (фр. Châteaugiron) насеље је и општина у северозападној Француској у региону Бретања, у департману Ил и Вилен која припада префектури Рен.
По подацима из 2011. године у општини је живело 6758 становника, а густина насељености је износила 776,78 становника/km². Општина се простире на површини од 8,7 km². Налази се на средњој надморској висини од 68 метара (максималној 76 m, а минималној 28 m).

## Демографија
| 1962. | 1968. | 1975. | 1982. | 1990. | 1999. | 2011. |
| ----- | ----- | ----- | ----- | ----- | ----- | ----- |
| 1.682 | 2.060 | 2.330 | 3.244 | 4.166 | 5.500 | 6.758 |

График промене броја становника у току последњих година